# 谢尔韦勒
谢尔韦勒是德国莱茵兰-普法尔茨州的一个市镇。总面积4.31平方公里，总人口519人，其中男性251人，女性268人（2011年12月31日），人口密度120人/平方公里。